# Allans Vargas
Allans Josué Vargas Murillo (San Pedro Sula, 25 settembre 1993) è un calciatore honduregno, difensore della Real España.

## Carriera

### Club
Ha giocato nella massima serie del campionato honduregno con la Real España.

### Nazionale
Ha preso parte inoltre ai Giochi olimpici del 2016 in Brasile, disputandovi tutti i 6 incontri fino al raggiungimento della semifinale persa per 6-0 contro il Brasile e conseguente finale per il terzo posto persa per 3-2 contro la Nigeria.

## Statistiche

### Cronologia presenze e reti in nazionale
| Cronologia completa delle presenze e delle reti in nazionale ― Honduras | Cronologia completa delle presenze e delle reti in nazionale ― Honduras | Cronologia completa delle presenze e delle reti in nazionale ― Honduras | Cronologia completa delle presenze e delle reti in nazionale ― Honduras | Cronologia completa delle presenze e delle reti in nazionale ― Honduras | Cronologia completa delle presenze e delle reti in nazionale ― Honduras | Cronologia completa delle presenze e delle reti in nazionale ― Honduras | Cronologia completa delle presenze e delle reti in nazionale ― Honduras |
| Data                                                                    | Città                                                                   | In casa                                                                 | Risultato                                                               | Ospiti                                                                  | Competizione                                                            | Reti                                                                    | Note                                                                    |
| ----------------------------------------------------------------------- | ----------------------------------------------------------------------- | ----------------------------------------------------------------------- | ----------------------------------------------------------------------- | ----------------------------------------------------------------------- | ----------------------------------------------------------------------- | ----------------------------------------------------------------------- | ----------------------------------------------------------------------- |
| 8-10-2016                                                               | Belmopán                                                                | Belize                                                                  | 1 – 2                                                                   | Honduras                                                                | Amichevole                                                              | -                                                                       |                                                                         |
| 3-11-2016                                                               | San Pedro Sula                                                          | Honduras                                                                | 5 – 0                                                                   | Belize                                                                  | Amichevole                                                              | -                                                                       |                                                                         |
| 17-1-2017                                                               | Panama                                                                  | Panama                                                                  | 0 – 1                                                                   | Honduras                                                                | Coppa centroamericana 2017 - 1º turno                                   | -                                                                       | 79’                                                                     |
| 20-1-2017                                                               | Panama                                                                  | Honduras                                                                | 1 – 1                                                                   | Costa Rica                                                              | Coppa centroamericana 2017 - 1º turno                                   | -                                                                       | 65’                                                                     |
| 22-1-2017                                                               | Belmopán                                                                | Belize                                                                  | 1 – 2                                                                   | Honduras                                                                | Coppa centroamericana 2017 - 1º turno                                   | -                                                                       |                                                                         |
| 16-2-2017                                                               | Houston                                                                 | Honduras                                                                | 0 – 1                                                                   | Giamaica                                                                | Amichevole                                                              | -                                                                       | 79’                                                                     |
| 22-2-2017                                                               | Guayaquil                                                               | Ecuador                                                                 | 3 – 1                                                                   | Honduras                                                                | Amichevole                                                              | -                                                                       |                                                                         |
| 16-3-2017                                                               | San Pedro Sula                                                          | Honduras                                                                | 2 – 0                                                                   | Nicaragua                                                               | Amichevole                                                              | -                                                                       |                                                                         |
| 27-5-2017                                                               | Washington                                                              | Honduras                                                                | 2 – 2                                                                   | El Salvador                                                             | Amichevole                                                              | -                                                                       | 60’                                                                     |
| 30-1-2022                                                               | San Pedro Sula                                                          | Honduras                                                                | 0 – 2                                                                   | El Salvador                                                             | Qual. Mondiali 2022                                                     | -                                                                       |                                                                         |
| 30-3-2022                                                               | Kingston                                                                | Giamaica                                                                | 2 – 1                                                                   | Honduras                                                                | Qual. Mondiali 2022                                                     | -                                                                       |                                                                         |
| 14-6-2022                                                               | San Pedro Sula                                                          | Honduras                                                                | 2 – 1                                                                   | Canada                                                                  | CONCACAF Nations League 2022-2023 - 1º turno                            | -                                                                       | 46’                                                                     |
| Totale                                                                  |                                                                         | Presenze                                                                | 12                                                                      |                                                                         | Reti                                                                    | 0                                                                       |                                                                         |